# Кінгстон (Юта)
Кінгстон (англ. Kingston) — місто (англ. town) в США, в окрузі Пают штату Юта. Населення — 135 осіб (2020).

## Географія
Кінгстон розташований за координатами 38°12′24″ пн. ш. 112°10′46″ зх. д. / 38.20667° пн. ш. 112.17944° зх. д. (38.206565, -112.179563).  За даними Бюро перепису населення США в 2010 році місто мало площу 13,79 км², уся площа — суходіл.

## Демографія
Згідно з переписом 2010 року, у місті мешкали 173 особи в 64 домогосподарствах у складі 48 родин. Густота населення становила 13 осіб/км².  Було 75 помешкань (5/км²).
Расовий склад населення:
| - 99,4 % — білих |

До двох чи більше рас належало 0,0 %. Частка іспаномовних становила 1,7 % від усіх жителів.
За віковим діапазоном населення розподілялося таким чином: 27,7 % — особи молодші 18 років, 52,6 % — особи у віці 18—64 років, 19,7 % — особи у віці 65 років та старші. Медіана віку мешканця становила 43,6 року. На 100 осіб жіночої статі у місті припадало 103,5 чоловіків;  на 100 жінок у віці від 18 років та старших — 98,4 чоловіків також старших 18 років.
Середній дохід на одне домашнє господарство  становив 50 748 доларів США (медіана — 41 750), а середній дохід на одну сім'ю — 54 061 долар (медіана — 43 750). За межею бідності перебувало 27,4 % осіб, у тому числі 52,1 % дітей у віці до 18 років та 10,3 % осіб у віці 65 років та старших.
Цивільне працевлаштоване населення становило 104 особи. Основні галузі зайнятості: освіта, охорона здоров'я та соціальна допомога — 48,1 %, мистецтво, розваги та відпочинок — 24,0 %, будівництво — 10,6 %, транспорт — 5,8 %.